# Kaiser-Wilhelm-Koog
Kaiser-Wilhelm-Koog è un comune di 374 abitanti della Schleswig-Holstein, in Germania.
Appartiene al circondario (Kreis) del Dithmarschen (targa HEI) ed è parte della comunità amministrativa (Amt) di Marne-Nordsee.